# Vonóvezeték
A vonóvezeték a mechanikus Vasúti biztosítóberendezések alkatrésze. A vonóvezeték az állítóközpontot köti össze a külső téren található vasúti berendezéssel (jelző, váltó). A vonóvezetéket az állítóközpontban egy emeltyű segítségével állítják, amely erő a vonóvezetéken keresztül közvetlenül továbbítódik az adott berendezés felé. A vonóvezeték Magyarországon egy 4 (jelzőkhöz, ellenőrző reteszekhez, kisiklasztósarukhoz) vagy 5 (váltókhoz) milliméter vastag kör keresztmetszetű tömör acél rúd. A vonóvezetékek végein egy hüvely segítségével szemet hajlítanak. A szembe lehet elhelyezni az úgynevezett C-kapcsot, amihez például egy vonóvezeték szabályzót vagy egy láncot, méghozzá úgynevezett kalibrált blokkláncot lehet illeszteni. Vonóvezeték-szakadás esetén a bevett javítási szokások között szerepel a két elszakadt rész olyan javítása, melynél a két szemet közvetlenül „egymásba” hajlítják. Mivel a tömör acélszál nem elég rugalmas és ismételt hajlításra fáradásos töréssel reagál, csak egyenes vagy nagyos kis hajlású beépítésű helyeken alkalmazható. Ha vonóvezetéknél irányváltása van szükség, azt a vonóvezetékbe iktatott lánccal oldják meg. A vonóvezeték hossza a környezeti hőmérséklettől függően változhat, hosszabb szakasz esetén jelentősen is. Mivel Magyarországon szélsőségesen nagy a hőingás, a vonóvezetékes berendezéseket rendszeresen kalibrálni kell, vagyis be kell állítani a megfelelő hosszt, amely a normális működést biztosítja.